# Ernst Plener
Ernst Plener (* 21. Februar 1919 in Kattowitz; † 16. März 2007 in Schweinfurt) war ein deutscher Fußballspieler von Vorwärts-Rasensport Gleiwitz. Im Jahre 1940 kam er zu zwei Einsätzen in der A-Nationalmannschaft unter Trainer Sepp Herberger.

## Karriere

### Vereine
Mit Vorwärts-Rasensport Gleiwitz war er von 1938 bis 1941 in den Endrunden um die Deutsche Meisterschaft vertreten und bestritt in diesem Zeitraum 20 Endrundenspiele, in denen er neun Tore erzielte. Als Gruppenzweiter setzte er mit seiner Mannschaft aus dem oberschlesischen Gleiwitz 1939 dem späteren Deutschen Meister FC Schalke 04 ernsthaft zu. Der sichere Kombinationsfußballer bestach am rechten Flügel durch seine gefühlvollen Flanken. Für den Verein bestritt er in drei aufeinander folgenden Jahren ab dem Jahr 1938 insgesamt acht Spiele im Wettbewerb um den 1935 neu eingeführten Wettbewerb um den Tschammerpokal und erzielte drei Tore. Sein Debüt gab er am 28. August 1938 beim 3:2-Erstrunden-Sieg beim Polizei SV Berlin, sein erstes Tor in diesem Wettbewerb war der 1:0-Siegtreffer über den Brandenburger SC 05 am 9. Oktober im Achtelfinale.
Bei seinen Gastspieleinsätzen für die Breslauer SpVgg 02 spielte er gemeinsam mit seinen Gleiwitzer Vereinsmitspielern Reinhard Schaletzki und August Klingler. Mit dem Heeressportverein Groß Born war er ebenfalls erfolgreich, scheiterte jedoch am 4. Juni 1944 – gemeinsam mit Edmund Conen und Wilhelm Sold – im Halbfinale der Deutschen Meisterschaft mit 2:3 am Luftwaffen-Sportverein Hamburg. Für den Verein bestritt er ferner das am 22. August 1943 mit 5:3 gegen den TuS Lipine gewonnene Erstrundenspiel um den Tschammerpokal und das am 19. September 1943 mit 5:6 verlorene Achtelfinale gegen den First Vienna FC.

### Nationalmannschaft
Plener debütierte – gemeinsam mit Fritz Walter – am 14. Juli 1940 in Frankfurt am Main im Länderspiel der A-Nationalmannschaft, die das Testspiel gegen die Nationalmannschaft Rumäniens mit 9:3 gewann. Auch sein zweites Spiel als Nationalspieler am 1. September 1940 in Leipzig endete torreich; die Nationalmannschaft Finnlands wurde mit 13:0 besiegt und ist – mit dem am 6. September 2006 gegen die Nationalmannschaft San Marinos erzieltem Ergebnis – der zweithöchste Sieg einer DFB-Elf bis heute.

## Sonstiges
Am 3. September 1944 wurde Plener schwer verwundet, sodass ihm ein Bein amputiert werden musste. Nach dem Ende des Zweiten Weltkriegs hatte er seinen Wohnsitz in Schweinfurt und arbeitete im ortsansässigen Arbeitsamt. Er engagierte sich in seiner Wahlheimat für den Versehrtensport und war ein begeisterter Sitzfußballer. Teile seines Nachlasses befinden sich im Archiv des Niedersächsischen Institut für Sportgeschichte.